# Fernacre

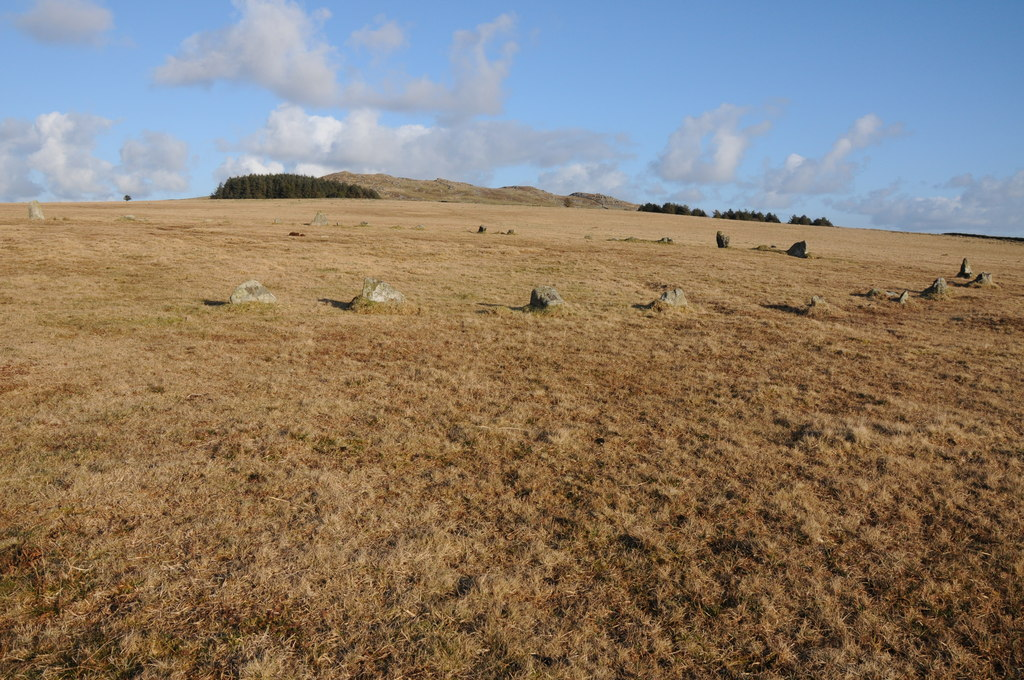
Fernacre

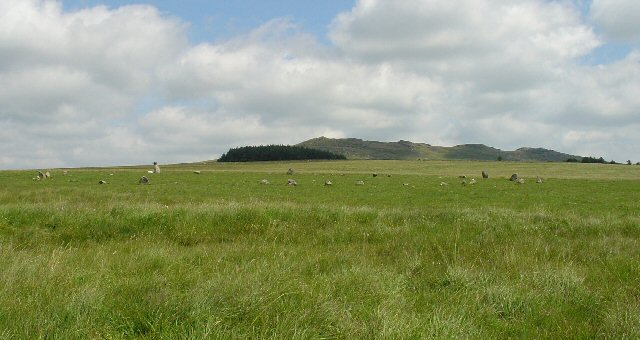
Fernacre

Fernacre ist einer der größten Steinkreise in Cornwall. Er liegt nahe den Ruinen der 1327 erstmals erwähnten Fernacre-Farm, westlich des De Lank River und südlich des Rough Tor, etwa 2,0 km nordöstlich von St. Breward auf dem Bodmin Moor in England. Fernacre liegt am Anfang einer mittelalterlichen Straße vom Rough Tor zum Garrow Tor. 
Der Name soll Farnland bedeuten, oder vom alten Plural für Fee abstammen. Der leicht ovale Steinkreis misst 46,2 × 43,3 Meter. Er enthält etwa 70 Steine, weitere drei sind ausgegangen. Knapp 40 Steine stehen aufrecht. Sie sind tief in den Boden gesunken. Der höchste Stein ist 1,3 Meter hoch ist und der längste gefallene misst 2,1 Meter. Wie Stannon ist Fernacre ein Beispiel für einen auf der Nordseite abgeflachten Kreis (Alexander Thoms Typ A). Es gibt im Südosten Anzeichen dafür, dass der Kreis einen Wall hatte. Er stammt aus dem Spätneolithikum oder der frühen Bronzezeit. 
In der Nähe liegen die Steinkreise von Emblance Downs, die Reste des Steinkreises von Leaze und King Arthur’s Hall.